# Éjjeli féreg
Az Éjjeli féreg (eredeti cím: Nightcrawler) 2014-ben bemutatott amerikai bűnügyi-thriller, melynek forgatókönyvírója és rendezője Dan Gilroy (rendezői debütálás). A főszerepben Jake Gyllenhaal, Rene Russo, Riz Ahmed és Bill Paxton látható.
Világpremierje a 2014-es Torontói Nemzetközi Filmfesztiválon volt szeptember 5-én, majd a mozikban az Open Road Films által az Amerikai Egyesült Államokban 2014. október 31-én debütált, Magyarországon november 13-án jelent meg szinkronizálva.
A Metacritic oldalán a film értékelése 76% a 100-ból, ami 45 véleményen alapul. A Rotten Tomatoeson az Éjjeli féreg 95%-os minősítést kapott, 189 értékelés alapján.

## Cselekmény
|  | Alább a cselekmény részletei következnek! |

A film Louis Bloom, egy pszichopata fiatal férfi történetét követi nyomon, aki úgy dönt, a hírek világában csinálja meg a szerencséjét: kollegáihoz hasonlóan éjszakánként Los Angeles utcáit járja, hogy kamerájával a mentők és rendőrök előtt a helyszínre érve különböző bűncselekményeket és baleseteket örökíthessen meg, amiket aztán elad a szenzációhajhász hírcsatornáknak. Bloom azonban tovább megy társainál. Nem riad vissza attól, hogy a nagyobb hatás érdekében átkomponálja a helyszínt és az áldozatokat, végül pedig magát az eseményeket is irányítása alá vonja: egy gyilkossági ügyben folyó nyomozást kezd manipulálni.

## Szereplők
| Színész         | Szerep      | Magyar hang    |
| --------------- | ----------- | -------------- |
| Jake Gyllenhaal | Louis Bloom | Csőre Gábor    |
| Rene Russo      | Nina Romina | Tóth Enikő     |
| Riz Ahmed       | Rick        | Varju Kálmán   |
| Bill Paxton     | Joe Loder   | Epres Attila   |
| Ann Cusack      | Linda       | Molnár Zsuzsa  |
| Kevin Rahm      | Frank Kruse | Czvetkó Sándor |

További magyar hangok: Törtei Tünde, Varga T. József, Nádasi Veronika, Bálizs Anett, Bárány Virág, Barbinek Péter, Benkő Zsuzsa, Bartók László, Bordás János, Bognár Tamás, Czirják Csilla, Csuha Lajos, Endrédi Máté, Fehérváry Márton, Fehér Péter, Faragó András, Gyurin Zsolt, Fésűs Bea, Haagen Imre, Hajtó Aurél, Hábermann Lívia, Hegedüs Miklós, Horváth Zsuzsa, Horváth-Töreki Gergely, Kapácsy Miklós, Jakab Márk, Kis-Kovács Luca, Imre István, Láng Balázs, Martin Adél, Lázár Erika, Mesterházy Gyula, Mészáros András, Mohácsi Nóra, Németh Attila István, Pál Tamás, Papp Dániel, Púpos Tímea, Réti Szilvia, Sörös Miklós, Rosta Sándor, Seder Gábor, Solecki Janka, Szabó Máté, Szatmári Attila, Szórádi Erika, Téglás Judit, Tóth Szilvia, Vári Attila